# Tian Han
Tian Han (chinês simplificado: 田漢, 12 de março de 1898 – Pequim, 10 de dezembro de 1968) foi um escritor chinês do período moderno. Dramaturgo, foi o principal promotor na China do teatro falado (話劇) de tipo ocidental. É o autor da letra do hino nacional da República Popular da China: A Marcha dos Voluntários. Politicamente comprometido com os movimentos de esquerda e depois com o regime comunista, escreveu uma obra de teatro para justificar a presença chinesa no Tibete sob proposta de Zhou Enlai. Morreu na prisão durante a Revolução Cultural.